# Barja
Barja (arabe : برجا ) est un village libanais situé dans le caza du Chouf au Mont-Liban au Liban. Le village est situé tout près de la Mer Méditerranée et 34 km au sud de la capitale Beyrouth. La surface est au total 729 hectares. Presque tous les habitants sont sunnites.

## Histoire
La localité est visée par les bombardements israéliens sur le Liban en 2024. Elle accueille aussi plus de 27 000 déplacés du Liban-Sud, de la Békaa et de la banlieue sud de Beyrouth.
Le 12 octobre 2024, quatre personnes ont été tuées et 18 autres blessées lors d'un raid israélien. Le 5 novembre, au moins vingt personnes, pour la plupart des femmes et des enfants, sont tuées dans une frappe israélienne sur un immeuble. Selon une source de sécurité libanaise, la frappe visait un membre du Hezbollah qui louait un appartement dans l'immeuble.

## Climat
Dans le village il y a un climat méditerranéen. La température varie entre 11 et 27 °C.